# Ленс Реддік
Ленс Реддік (англ. Lance Reddick, 7 червня 1962, Балтімор, Меріленд — 17 березня 2023, Лос Анджелес) — американський актор театру і кіно. Відомий завдяки таким фільмам як «Облога», «Я мріяла про Африку», «Джон Вік» і серіалам «Дроти», «Тюрма Оз» і «Босх».

## Біографія
Народився 7 червня 1962 року в Балтіморі, штат Меріленд. Він почав свою акторську кар'єру ще в 1990 році, але грав другорядні ролі, іноді навіть майже непомітні. Найвідомішими його фільмами в 90-х стали «Великі надії», «Я мріяла про Африку» і «Облога». Більше прославився в 2000-х роках, зігравши одну з головних ролей в легендарному серіалі «Дроти ». В 2001 та в 2004 році грав капітана Гасана в детективному серіалі «Закон і порядок», а з 2000 по 2001 рік зіграв Десмонда Мобая в «В'язниці Оз». З 2005 по 2006 рік зіграв у трьох епізодах серіалу «C.S.I.: Місце злочину Маямі», а в 2007 з'явився в одному епізоді серіалу «4исла». У 2008 році отримав пропозицію знятися в телесеріалі «Залишитися в живих». Зігравши в трьох епізодах в 2008 і в одному епізоді 2009, його персонаж — Меттью Аббадон гине від рук Бенджаміна Лайнуса (Майкл Емерсон), тому Реддік завершує роботу над цим проектом. Також у 2008 році отримав одну з головних ролей у телесеріалі «Межа», він грає агента Національної Безпеки Філліпа Бройлса, який керує відділом ФБР «За межею», що відповідає за «Зразок» (інша назва — «Схема»). У грі Quantum Break (2016) виконує роль Мартіна Хетча. Реддік помер 17 березня 2023 року у своєму домі в Лос Анджелесі.

## Фільмографія

### Кіно
| Рік  | Назва                | Оригінальна назва                 | Роль             | Примітки             |
| ---- | -------------------- | --------------------------------- | ---------------- | -------------------- |
| 1998 | Великі надії         | Great Expectations                | Антон Ле Фарж    |                      |
| 1998 | Облога               | The Siege                         | агент Флойд Роуз |                      |
| 1998 | Годзілла             | Godzilla                          | солдат           | в титрах не вказаний |
| 2000 | Я мріяла про Африку  | I Dreamed of Africa               | Саймон           |                      |
| 2001 | Не кажи ні слова     | Don't Say a Word                  | Арні             |                      |
| 2004 |                      | Brother to Brother                | Джеймс Болдвін   |                      |
| 2006 |                      | Dirty Work                        | Меннінг          |                      |
| 2008 |                      | Tennessee                         | Френк            |                      |
| 2009 |                      | The Way of War                    | The Black Man    |                      |
| 2010 | Джона Хекс           | Jonah Hex                         | Сміт             |                      |
| 2013 | Штурм Білого дому    | White House Down                  | генерал Колфілд  |                      |
| 2013 | Олдбой               | Oldboy                            | Деніел Ньюкомб   |                      |
| 2014 | Гість                | The Guest                         | Річард Карвер    |                      |
| 2014 | Джон Вік             | John Wick                         | Харон            |                      |
| 2017 | Джон Вік 2           | John Wick: Chapter Two            | Харон            |                      |
| 2018 |                      | Little Woods                      | Офіцер Картер    |                      |
| 2019 | Джон Вік 3           | John Wick: Chapter 3 — Parabellum | Харон            |                      |
| 2019 | Падіння Янгола       | Angel Has Fallen                  | Девід Джентрі    |                      |
| 2021 | Ґодзілла проти Конга | Godzilla vs. Kong                 | Гільєрмін        |                      |
| 2023 | Джон Вік 4           | John Wick: Chapter 4              | Харон            |                      |
| 2023 |                      | White Men Can't Jump              | Бенджи Аллен     |                      |
| 2025 | Балерина             | Ballerina                         | Харон            |                      |

### Серіали
| Рік        | Назва                                  | Оригінальна назва                      | Роль                    | Примітки                                                        |
| ---------- | -------------------------------------- | -------------------------------------- | ----------------------- | --------------------------------------------------------------- |
| 1996       |                                        | New York Undercover                    | Оскар Гріффін           | Епізод: "The Enforcers"                                         |
| 1996       |                                        | Swift Justice                          | Джим Старк              | Епізод: "Bad Medicine"                                          |
| 1997       | Няня                                   | The Nanny                              | Стейдж                  | Епізод: "Fair Weather Fran"                                     |
| 1999       | Західне крило                          | The West Wing                          | офіцер поліції          | Епізод: "In Excelsis Deo"                                       |
| 2000-2001  | В'язниця Оз                            | Oz                                     | Десмонд Мобай           | 12 епізодів                                                     |
| 2000-2001  | Закон і порядок: Спеціальний корпус    | Law & Order: Special Victims Unit      | доктор Тейлор           | 6 епізодів                                                      |
| 2001, 2004 | Закон і порядок                        | Law & Order                            | капітан Гасана          | 2 епізоди                                                       |
| 2002-2008  | Дроти                                  | The Wire                               | Седрік Деніелс          | 60 епізодів                                                     |
| 2003       | Закон і порядок: Злочинні наміри       | Law & Order: Criminal Intent           | Джек Бернард            | Епізод: "Probability"                                           |
| 2005-2006  | C.S.I.: Місце злочину Маямі            | CSI: Miami                             | агент Девід Парк        | 3 епізоди                                                       |
| 2007       | 4исла                                  | Numb3rs                                | лейтенант Стів Девідсон | Епізод: "End of Watch"                                          |
| 2008-2009  | Залишитися в живих                     | Lost                                   | Меттью Аббадон          | 4 епізоди                                                       |
| 2008-2013  | Межа                                   | Fringe                                 | Філіп Бройлс            | 87 епізодів                                                     |
| 2011       | Aqua Teen Hunger Force                 | Aqua Teen Hunger Force                 | Freedom Cobra (голос)   | Епізод: "Freedom Cobra"                                         |
| 2011       | У Філадельфії завжди сонячно           | It's Always Sunny in Philadelphia      | Реджі                   | Епізод: "Frank's Brother"                                       |
| 2012       | Месники: могутні герої землі           | The Avengers: Earth's Mightiest Heroes | Сокіл (голос)           | 2 епізоди                                                       |
| 2012-2013  | Трон: Повстання                        | Tron: Uprising                         | Катлер (голос)          | 3 епізоди                                                       |
| 2013       | Вілфред                                | Wilfred                                | доктор Блам             | Епізод: "Perspective"                                           |
| 2013       | Шоу Еріка Андре                        | The Eric Andre Show                    | у ролі самого себе      | Епізод: "Lance Reddick; Harry Shum Jr"                          |
| 2013-2014  | Американська історія жахів: Шабаш      | American Horror Story: Coven           | Папа Легба              | 3 епізоди                                                       |
| 2014       | Штучний інтелект                       | Intelligence                           | Джеффрі Тетазу          | 5 епізодів                                                      |
| 2014       | Чорний список                          | The Blacklist                          | ковбой                  | 2 епізоди                                                       |
| 2014-2017  | Детектив Босх                          | Bosch                                  | Ірвін Ірвінг            | головна роль                                                    |
| 2015       | Касл                                   | Castle                                 | Кіт Кауфман             | Епізод: "Hollander's Woods"                                     |
| 2017       | Рік та Морті                           | Rick and Morty                         | Алан Рейлс (голос)      | Епізод: "Vindicators 3: The Return of Worldender"               |
| 2018-2020  | Корпорація                             | Corporate                              | Крістіан Девіл          | другорядна роль                                                 |
| 2018       | Американська історія жаху: Апокаліпсис | American Horror Story: Apocalypse      | Папа Легба              | Епізод: "Traitor"                                               |
| 2019       | Качині історії                         | DuckTales                              | генерал Лунаріс (голос) | 5 епізодів                                                      |
| 2020       | Кастлванія                             | Castlevania                            | капітан (голос)         | 2 епізоди                                                       |
| 2020-2021  | Поліція парадайз                       | Paradise PD                            | агент Клапперс (голос)  | 8 епізодів                                                      |
| 2021       | Юний Шелдон                            | Young Sheldon                          | професор Бушер          | Епізод: "An Introduction to Engineering and a Glob of Hair Gel" |
| 2022       | Оселя зла                              | Resident Evil                          | Альберт Вескер          | головна роль                                                    |

### Озвучення відеоігор
| Рік  | Назва                      | Роль            |
| ---- | -------------------------- | --------------- |
| 2009 | 50 Cent: Blood on the Sand | Дерек Картер    |
| 2014 | Destiny                    | Командер Завала |
| 2016 | Quantum Break              | Мартін Хетч     |
| 2017 | Payday 2                   | Харон           |
| 2017 | Horizon Zero Dawn          | Сайленс         |
| 2017 | Destiny 2                  | Командер Завала |
| 2018 | Destiny 2: Forsaken        | Командер Завала |
| 2019 | Destiny 2: Shadowkeep      | Командер Завала |
| 2019 | John Wick Hex              | Харон           |
| 2020 | Destiny 2: Beyond Light    | Командер Завала |
| 2022 | Horizon Forbidden West     | Сайленс         |
| 2022 | Destiny 2: The Witch Queen | Командер Завала |